# El libro de las pociones
El libro de las pociones (o Wonderbook: el libro de las pociones, título original en inglés: Book of Potions) es un videojuego de realidad aumentada de 2013 desarrollado por SCE London Studio en conjunto con J. K. Rowling como un complemento de la serie Harry Potter y como una secuela del primer título de Wonderbook, El libro de los hechizos. Fue lanzado en Europa el 15 de noviembre de 2013 Norteamérica el 12 de noviembre de 2013, junto con Diggs Nightcrawler y Caminando con dinosaurios.

## Historia
El libro de las pociones fue escrito en algún momento en el siglo XVI por Zygmunt Budge, un fabricante de pociones extremadamente talentoso quien, después de abandonar Hogwarts a la edad de catorce años, se mudó a Islas Hébridas Exteriores, continuando con sus estudios sobre pociones.
Aproximadamente quinientos años después de su muerte, un estudiante de Hogwarts de algún modo encuentra el libro de las pociones, encontrando que algo de la personalidad de Zygmunt vive dentro de sus páginas. Bajo su tutela, el estudiante comienza su ascenso hasta dominar las pociones. Después de preparar con éxito una poción para curar ebulliciones introductoria para el elfo doméstico de Zygmunt, el estudiante se entera de que de algún modo ha entrado al Campeonato de Pociones de Escuelas de Magia, un concurso que se lleva a cabo cada siete años entre estudiantes de escuelas de magia de todo el mundo.
Con la ayuda de Zygmunt, el estudiante prepara varias pociones para superar los obstáculos que hay entre el y el caldero dorado, el cual, después de preparar y embeber la autoproclamada mejor obra de Zygmunt, felix felicis, él obtiene con éxito. Habiendo hecho eso, el estudiante aprende el uso correcto del caldero para preparar una nueva poción de su autoría. Después de encontrar algunos ingredientes extremadamente raros, el estudiante prepara una poción que se revela que es la poción de todo el potencial, que le permite al que la beba alcanzar su capacidad máxima.
Al principio, Zygmund se muestra retorcido y un poco loco, pensando en poco además del caldero dorado, pero, mientras las habilidades con pociones del estudiante aumentan, se muestra alegre por él, finalmente revelando exactamente por qué abandonó Hogwarts: como estudiante, Zygmunt le preguntó al director si podía entrar al Campeonato de Pociones de Escuelas de Magia a pesar de ser tres años menor de la edad mínima para entrar, pero su pedido fue rechazado, con la excusa de que era muy peligroso. Negándose a aceptarlo, Zygmunt inmediatamente abandonó la escuela a modo de protesta, lo que impidió que entre al Campeonato al tener la edad indicada.
Una vez que el estudiante gana el caldero dorado, el espíritu de Zygmunt se encuentra en paz, y felicita al estudiante de todo corazón tanto por obtenerlo como por preparar la poción de todo el potencial. Diciendo que ya no le causará problemas a nadie más, deja al estudiante para conocer a su "adorado público".

## Jugabilidad
El libro de las pociones es casi idéntico a El libro de los hechizos en términos de jugabilidad; el PlayStation Eye reproduce el libro y sus efectos mientras el control del PlayStation Move actúa como una varita, así como otros instrumentos, como un cuchillo para cortar ingredientes y una cuchara para resolver el contenido del caldero.
Como su predecesor, el juego comenzará con el jugador eligiendo una de las cuatro casas de Hogwarts y una de las tres varitas. Sin embargo, si el jugador tiene una cuenta de Pottermore, puede vincularla con el juego y las elecciones se harán automáticamente para reflejar aquellas hechas en el sitio web de Pottermore.
El juego consta de siete capítulos, cada uno centrándose en una poción particular. Cada capítulo sigue rigurosamente la misma estructura: una introducción a la poción y sus efectos, recolectar ingredientes, preparar la poción, una pequeña historia relacionada con la poción (que cuenta con interactividad de llenar el espacio vacío de opción múltiple), y, finalmente, usar la poción para avanzar en el Campeonato de Pociones de Escuelas de Magia.
Encontrar ciertas criaturas escondidas durante la recolección de ingredientes desbloqueará aquellos ingredientes en el modo preparación, donde el jugador puede experimentar libremente y crear pociones personalizadas combinando hasta cuatro de cualquiera de los ingredientes recolectados.

## Recepción
En una revisión conjunto con Caminando con dinosaurios, el escritor de The Daily Telegraph Andy Robertson (que también reseñó a Diggs Nightcrawler) le dio al juego una reseña positiva, notando el aumento de la interacción con el Wonderbook mismo comparada a El libro de los hechizos, así como señalización más clara ayudando a progresar más fácil e instintivamente.